# Montalbanejo
Montalbanejo – gmina w Hiszpanii, w prowincji Cuenca, w Kastylii-La Mancha, o powierzchni 59,33 km². W 2011 roku gmina liczyła 126 mieszkańców.